# Batalla de Barracas
La Batalla de Barracas (Avellaneda, provincia de Buenos Aires, 2 de junio de 1880), fue un combate entre las fuerzas nacionales, leales al presidente Nicolás Avellaneda y las rebeldes que respondían al gobernador de Buenos Aires, Carlos Tejedor, como parte de la última guerra civil argentina, la Revolución de 1880, 
que resolvería definitivamente el problema de la capital de la Nación. Su resultado militar fue una ligera ventaja de los rebeldes, que de todos modos los obligó a replegarse hacia el interior del municipio de Buenos Aires.

## Antecedentes
Las guerras civiles argentinas que sacudieron al país desde 1814 fueron en su mayoría provocadas por el enfrentamiento por la preeminencia en el país, entre la ciudad y provincia de Buenos  Aires y las provincias del interior. La victoria porteña de 1861 inició la rápida decadencia de las posturas proteccionistas y autonomistas del partido federal.
Quedaba aún por resolver la ubicación y el carácter legal de la capital de la Nación. Por otro lado, hubo serios enfrentamientos entre facciones, principalmente el partido “nacional”, dirigido por Mitre, y el Autonomista, que se acusaron mutuamente de fraude, siendo que ambos habían recurrido a él. La derrota de Mitre en la revolución de 1874 permitió reforzar el poder del presidente Nicolás Avellaneda y del Partido Autonomista, al punto de poder darse el lujo, tres años más tarde, de llegar a una “conciliación”. A través de esta fue elegido gobernador el Carlos Tejedor.
Pero este decidió defender a su provincia de la política del presidente, orientada a federalizar la ciudad capital, la eliminación de las milicias provinciales, y la elección de Julio Argentino Roca para sucederlo. Al producirse la victoria de Roca, Tejedor se lanzó a la revolución. Avellaneda llevó a los alrededores de la ciudad varias divisiones del ejército y trasladó su capital provisoriamente al cercano pueblo de Belgrano.
Los porteños se dedicaron a reunir todas las milicias que pudieron, las armaron y las concentraron en el interior de la ciudad. La batalla de Olivera fue una derrota porteña, pero logró que las fuerzas del general Inocencio Arias penetraran en la ciudad.

## La batalla

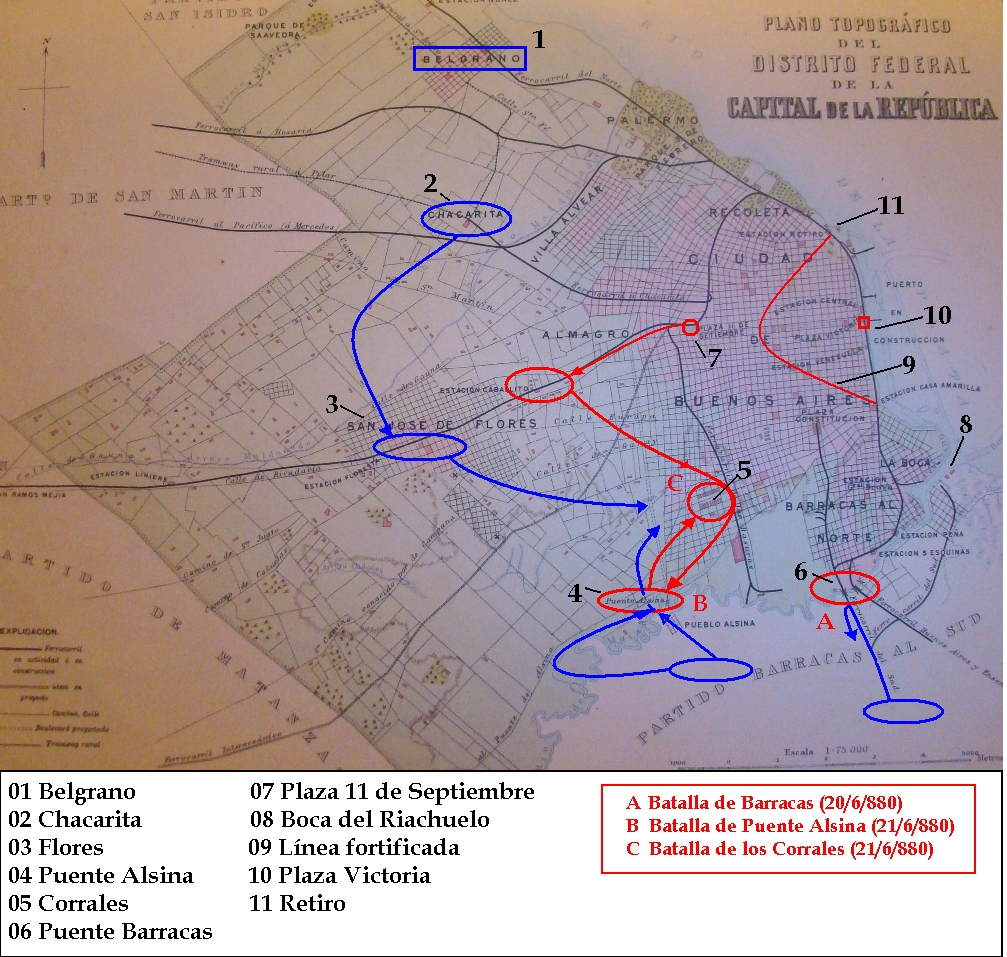
Esquema de las acciones de la Revolución de 1880 sobre mapa del Atlas general de la República Argentina, Carlos Beyer, Estrada & Cía, Buenos Aires, 1888.

El general Nicolás Levalle llevó unos 650 hombres desde el sur, dirigiéndose hacia la capital. Fueron detenidas por la presencia del ejército comandado por el general Arias, que abrieron fuego contra ellos. La superioridad numérica de las fuerzas porteñas hizo inútil el éxito de los hombres de Levalle, que varias veces lograron tomar las posiciones enemigas, pero fueron rodeados y obligados a retirarse otras tantas veces.
Tras la muerte del español Apolinario de Ipola, jefe de las escasas piezas de artillería del ejército nacional, Levalle ordenó el repliegue de sus tropas hacia la estación Lanús.
Los hombres de Arias interpretaron que habían vencido y persiguieron a los nacionales, pero estos los rechazaron exitosamente. Regresaron a sus posiciones y, cuando supieron que Levalle recibía refuerzos, se retiraron al interior de la ciudad, cruzando el Riachuelo por el Puente Alsina.

## Consecuencias
En definitiva, el éxito de Arias fue sólo parcial, obligando a Levalle a reunir más tropas antes de volver al ataque. Pero sería atacado por otra fuerza al día siguiente, en la llamada batalla de Puente Alsina, y obligado a replegarse aún más dentro de la ciudad.
Pocos días más tarde, Tejedor renunciaba. Antes de fin de año, la provincia sería obligada a ceder a la Nación su capital, a disolver las milicias, a aceptar por presidente a Roca y a soportar una intervención federal en su propio territorio.